# Zalegoščenskij rajon
Lo Zalegoščenskij rajon (in russo Залегощенский район?) è un rajon dell'Oblast' di Orël, nella Russia europea; il capoluogo è Zalegošč'.